# Подов Володимир Іванович
Володи́мир Іва́нович Подов (нар. 25 лютого 1924, Мхиничі) — український історик, член НСЖУ. Кавалер ордена Вітчизняної війни 2-го ступеню, нагороджений медалями «За бойові заслуги», «За оборону Москви», «За оборону Кавказу».

## Життєпис
Учасник Другої світової війни.
З січня 1957 року — на Донбасі, працював заступником редактора міської газети «Лисичанський робітник», редактором заводської багатотиражної газети.
Майже півстоліття займався краєзнавчою діяльністю, зокрема вивченням історії Донецького басейну.
Проводив дослідження архівних документів з питань заселення Донбасу та відкриття кам'яного вугілля в Донецькому басейні, інших питань історії краю в центральних архівах Києва, Ленінграду, Москви, обласних архівах Дніпропетровська, Донецька, Миколаєва, Одеси, Ростова-на-Дону, Харкова.
За результатами своїх досліджень написав понад 30 книг.

## Дещо з творчого доробку
- 1991 — «Відкриття Донбасу»,
- 1992 — «Шлях довжиною в століття»,
- 1995 — «Біля витоків Донбасу»,
- 1995 — «Історія Лисичанська в документах» — у двох частинах,
- 1998 — «Слов'яносербія»,
- 1998 — «Легенди та билини Донбасу»,
- 1998 — «Первісток металургії України»,
- 1998 — «Донбас. XVIII сторіччя» — досліджував постаті Микити Вепрейського та Семена Чиркова,
- 2001 — «Історія Донбасу. XIX сторіччя» — у співавторстві з В. Курилом,
- 2003 — «Історія Луганського краю», у співавторстві,
- 2005 — «Історія міста Лисичанська»,
- 2007 — «Перші шахтарі та металурги Донбасу»,
- 2007 — «Донбас-Сибір».

Також досліджував життя та творчість В. М. Сосюри:
- 1995 — «Любов та сльози. Нове про В. М. Сосюру»,
- 1999 — «Сосюра відомий та невідомий»; за ці книги йому присуждено другу премію імені В. М. Сосюри за 2000 рік.

Присвятив свою увагу дослідженню антифашистської боротьби мешканців Донбасу в часи Другої світової війни:
- 2000 — «Соколине гніздо» — три документальні повісті: «Соколине гніздо», «Запас міцності» та «Синдикат діда „Панаса“».

Дослідженню діяльності «Молодої гвардії» присвятив книги:
- 2001 — «Віктор Третякевич — комісар „Молодої гвардії“»,
- 2002 — «За правду, за справедливість»,
- 2004 — «Змова в „Молодій гвардії“ та її наслідки»,
- 2007 — «Загадки та таємниці „Молодої гвардії“».

Багато часу приділив підготовці багатотомного видання «Історії Донбасу». Перші два томи «Донбас в XVII—XVIII сторіччях» та «Донбас у XIX сторіччі» — у співавторстві — вийшли наприкінці 2004 року. Третій том «Донбас в двадцятому сторіччі» вийшов у 2005 році.

## Громадська діяльність
Займався громадською діяльністю, понад десять роки очолював Лисичанську міську організацію Української спілки охорони пам'ятників історії і культури. Обирався делегатом з'їзду цієї спілки.
Брав участь у роботі Всесоюзної наукової конференції по історії міст і сіл, в роботі установчого з'їзду Всеукраїнської спілки краєзнавців.
Був ініціатором та учасником Донецької і Міжнародної наукових конференцій, присвячених 275-річчю та 280-річчю відкриття кам'яного вугілля у Донбасі.
Створив та з 1995 року очолив Луганський регіональний науково-дослідний центр проблем історії Донбасу.
Встановив час та умови заснування понад сто населених пунктів краю.